# 2879 Shimizu
2879 Shimizu è un asteroide della fascia principale del diametro medio di circa 28,24 km. Scoperto nel 1932, presenta un'orbita caratterizzata da un semiasse maggiore pari a 2,7686332 UA e da un'eccentricità di 0,1429792, inclinata di 10,70951° rispetto all'eclittica.